# スズキ・ロードレーサー
スズキ・ロードレーサーでは、スズキ製ロードレーサーについて説明する。ロードレーサーとは、ロードレースに使用する競技用バイクのことである。

## GSVシリーズ

### GSV-R
GSV-R（ジーエスブイ - アール）は、水冷エンジン4ストロークV型4気筒エンジンを搭載したMotoGP用ワークスマシンのロードレーサーである。

## Mシリーズ

### M40
M40は、ロードスポーツスーパースポーツM40として発売された1963年型市販ロードレーサーである。公道を走るために必要な保安部品が装備された状態で販売される。モトクロッサーとしても使用される。

## RGシリーズ

### RG500
スズキ・RG500（アールジーごひゃく）は、500ccワークスマシン及びそれを元にした市販ロードレーサーで、ワークスマシンは1974年に初参戦、市販ロードレーサーは1976年に輸出用として発売される。エンジンは、水冷2ストローク ロータリーディスクバルブ スクエア4気筒。
1976年のロードレース世界選手権500ccクラスにバリー・シーンがワークスマシンRG500で参戦して世界チャンピオンとなり、スズキが初めて500ccクラスのタイトルを獲得する。
市販ロードレーサーRG500の仕様

### RGB500

#### RGB500 (ワークスマシン)
RGB500（アールジービーごひゃく）は、水冷2ストローク スクエア4気筒500ccエンジンを搭載したワークスマシンのロードレーサーである。1982年型市販ロードレーサーRGB500のプロトタイプマシンである。

#### RGB500 (市販ロードレーサー)
RGB500（アールジービーごひゃく）は、水冷2ストローク スクエア4気筒500ccエンジンを搭載した市販ロードレーサーである。リアサスペンションはフルフローターサスに、ホイールはダイマグ・キャストホイールになる。

### RGΓ500
RGΓ500（アールジーガンマごひゃく）は、ワークスマシンの500ccロードレーサーである。エンジンは2ストローク ロータリーディスクバルブ スクエア4気筒。

## RGVシリーズ

### RGV250
RGV250（アールジーブイにひゃくごじゅう）は、水冷2ストロークV型2気筒250ccエンジンを搭載したワークスマシンのロードレーサーである。

### RGV-Γ500
RGV-Γ500（アールジーヴイガンマごひゃく）は、水冷2ストロークV型4気筒500ccエンジンを搭載したワークスマシンのロードレーサーである。

## RKシリーズ

### RK65
RK65は、2気筒50ccエンジンを搭載したワークスマシンのロードレーサーである。パワーバンドは700回転で、16,000rpm以上を維持する必要がある。

### RK66
RK66は、水冷2気筒50ccエンジンを搭載したワークスマシンのロードレーサーである。1966年ロードレース世界選手権第12戦日本GP（富士スピードウェイ）50ccクラスでは、片山義美がRK66を駆り、優勝する。

## RMシリーズ

### RM62
RMは、1962年型50ccワークスマシンのロードレーサーである。エルンスト・デグナーのライディングによってイギリスGP／マン島TTで初勝利を挙げ、これを皮切りにエルンストは4連勝し、50ccクラス初の世界チャンピオンとなる。

### RM63
RM63は、1963年型50ccワークスマシンのロードレーサーである。

## RTシリーズ

### RT60
RT60は、1960年型125ccワークスマシンのロードレーサーである。

### RT61
RT61は、1961年型125ccワークスマシンのロードレーサーである。

### RT62
RT62は、1962年型125ccワークスマシンのロードレーサーである。

### RT63
RT63は、1963年型125ccワークスマシンのロードレーサーである。

## RVシリーズ

### RV61
RV61は、1961年型250ccワークスマシンのロードレーサーである。

## RZシリーズ

### RZ61
RZ61は、ワークスマシンのロードレーサーである。

### RZ63
RZ63は、1963年型250ccワークスマシンのロードレーサーである。

## Sシリーズ

### S40
S40は、ロードスポーツスポーツ 125 S40として発売された1963年型市販ロードレーサーである。公道を走るために必要な保安部品が装備された状態で販売された。

## TRシリーズ

### TR500
TR500（ティーアールごひゃく）は、ロードスポーツスズキ・ファイブT500を基にして開発された市販ロードレーサーである。タイタンTR500と呼ばれた。ロードスポーツT500のエンジンは世界GP用ワークスマシンのモトクロッサーの2ストローク単気筒250ccエンジンを直列2気筒化したもので、そのプロトタイプは47ps/6,500rpm、180km/hを記録した。T500はアメリカ・カリフォルニア州で開催された12時間耐久レースで1-2-3フィニッシュを為し遂げた。

### TR750
TR750（ティーアールななひゃくごじゅう）は、ロードスポーツ）GT750を改造したロードレーサーである。1972年のデイトナのレースでは最高速度280km/hを叩き出し、以後、「スーパースポーツ」という呼称は高性能ロードスポーツを意味することになる。

## ヨシムラ

### ヨシムラ・スズキGS1000
ヨシムラ・スズキGS1000（— ジーエスせん）は、コンストラクター ヨシムラが1978年型ロードスポーツGS1000を基に製作した1978年型ロードレーサーである。第1回鈴鹿8時間耐久ロードレースで、ウェス・クーリー／マイク・ボールドウィン組のライディングにより優勝する。

## エンジンレイアウト

### スクエア4気筒
直列2気筒エンジンを横置きにした並列2気筒エンジンはロードスポーツタイプのオートバイでは一般的であるが、スクエア4は、この並列2気筒エンジンを前後に2つ配置したようなエンジンである。前後のエンジンのクランクシャフトはギアトレーンで同調させている。吸気は、キャブレターをエンジンの左右に配置。排気は、前側2気筒は前方排気、後側2気筒は後方排気である。